# تولد شوم
تولد شوم (به انگلیسی: Mr. Murder) با نام اصلی آقای قتل، مینی‌سریال دوقسمتی محصول سال ۱۹۹۸ آمریکا در ژانر علمی تخیلی - وحشت به کارگردانی دیک لاوری و با بازی استیون بالدوین بر اساس کتاب داستانی به همین نام به نویسندگی دین کونتز ساخته شد. این مینی‌سریال نخستین بار در نیوزیلند در ۲۱ سپتامبر ۱۹۹۸ پخش شد. این اثر با نام «تولد شوم» در ایران نیز دوبله و از شبکه دو پخش شد.

## خلاصه داستان
مارتی استیلواتر یک رمان نویس مشهور است. وی متوجه میشود که فرد دیگری مشابه او به طور ژنتیکی طراحی و شبیه سازی شده است.

## ِبازیگران
- استیون بالدوین در نقش مارتی استیلواتر / آلفی
- جولی وارنر در نقش پیج استیلواتر
- بیل اسمیترویچ اسمیتوویچ در نقش ستون لوباک
- توماس هیدن چرچ در نقش دوری اسلت جونیور
- جیمز کابرن در نقش دوری استارت اسلت
- کیلی کوئوکو در نقش شارلوت استیلواتر
- بریتنی لی هاروی در نقش امیلی استیلواتر
- دان هود در نقش جیمز استیلواتر
- کی کالان در نقش آلیس استیلواتر
- دن لاریا در نقش ژنرال آمِس
- دان مک مونوس در نقش کارل کلکتور
- دنیس کراگان در نقش ژنرال گریدون لامونت
- برتیلا داماس در نقش دت. بیتریس دل ریو
- ریچارد ریلی در نقش جان وکسل
- براندون اسمیت در نقش سناتور جیمز اودال